# Fefe
«Fefe» (стилизовано под маюскул) — сингл американского рэпера 6ix9ine при участии американской рэперши Ники Минаж и канадского продюсера Murda Beatz, вышедшая 22 июля 2018 года на лейбле TenThousand Projects.

## История
О новой песне рэпер 6ix9ine впервые сообщил во время своего европейского концертного тура в июне 2018 года. 18 июля он загрузил на Instagram небольшой аудио-кусок трека. 20 июля он анонсировал, что выход нового сингла запланирован через два дня. 22 июля сингл был официально загружен и стал доступен для цифрового скачивания. 24 июля, 6ix9ine заявил, что часть прибыли с сингла он направит на молодёжные программы Нью-Йорка.
Художественное оформление сингла «Fefe» сделано в виде 3D-анимированных образах певцов. Минаж одета в Г-стринги.
Песня дебютировала на позиции № 4 в американском хит-параде Billboard Hot 100 с тиражом 24,000 копий и 45,7 млн стримов в первую неделю релиза. Это высшее достижение для рэпера 6ix9ine (после его № 12 сингла «Gummo»), а для Ники Минаж это её 17-й хит в лучшей десятке top-10, чем она увеличила свой же рекорд для всех женщин-рэперш.

## Отзывы
Композиция, в целом, получила смешанные отзывы музыкальных экспертов и обозревателей: Kristin Corry из Noisey выразил испытываемый им дискомфорт в отношении этой песни, Mike Wass из сетевого издания Idolator написал, что «Новая эпоха Минаж не совсем ещё ушла на задний план современной рэп-сцены, но она, кажется, теряет позиции против своих главных соперников»). Taylor Bryan из журнала Nylon добавил это новое сотрудничество рэперов в список противоречий Минаж в 2018 году, написав «если 2017 год был годом вопросов к Кэти Перри, то 2018 год является годом вопросов к Ники Минаж». Позитивный отзыв дал Peter A. Berry из журнала XXL.

## Музыкальное видео
В июне 2018 года, во время своего европейского концертного тура, рэпер 6ix9ine поделился информацией, что он планирует релиз видео для этой песни, когда он вернётся в США. Тизер песни появился 19 июля. Тогда же TMZ, сообщая о том что 6ix9ine готовит новый My Little Pony вмет в новым видео с участием Ники Минаж. Музыкальное видео 22 июля было загружено на канал YouTube, спустя несколько часов после релиза самой песни. Видео сняли режиссёры TrifeDrew и William Asher из Figure Eight Creative Group, с дополнительным участием в постановке клипа самого рэпера 6ix9ine. В нём представлены леденцы на палочках разнообразного размера и различные розовые, жёлтые и красные шары. Видео за первые 3 дня просмотрели 32 млн зрителей, а за первую неделю было более 70 млн просмотров. Вертикальное видео для этой песни вышло 1 августа на сервисе Spotify.

## Чарты
| Чарт (2018)                                | Высшая позиция |
| ------------------------------------------ | -------------- |
| Австралия (ARIA)                           | 8              |
| Австрия (Ö3 Austria Top 40)                | 14             |
| Бельгия/Фландрия (Ultratip Bubbling Under) | 1              |
| Бельгия/Валлония (Ultratop 50)             | 42             |
| Канада (Billboard Canadian Hot 100)        | 3              |
| Чехия (Singles Digitál Top 100)            | 5              |
| Дания (Tracklisten)                        | 22             |
| Эстония (Eesti Ekspress)                   | 7              |
| Финляндия (Suomen virallinen lista)        | 5              |
| Франция (SNEP)                             | 49             |
| Германия (GfK)                             | 16             |
| Венгрия (Single Top 40)                    | 5              |
| Венгрия (Stream Top 40)                    | 8              |
| Ирландия (IRMA)                            | 21             |
| Италия (FIMI)                              | 30             |
| Латвия (Latvijas Top 40)                   | 17             |
| Нидерланды (Single Top 100)                | 14             |
| Новая Зеландия (Recorded Music NZ)         | 3              |
| Норвегия (VG-lista)                        | 14             |
| Португалия (AFP)                           | 14             |
| Шотландия (OCC Scotland)                   | 65             |
| Словакия (Singles Digitál Top 100)         | 1              |
| Испания (PROMUSICAE)                       | 79             |
| Швеция (Sverigetopplistan)                 | 6              |
| Швейцария (Schweizer Hitparade)            | 10             |
| Великобритания (OCC UK Singles)            | 17             |
| США (Billboard Hot 100)                    | 3              |
| США (Billboard Hot R&B/Hip-Hop Songs)      | 3              |
| США (Billboard Rhythmic)                   | 5              |

| Чарт (2018)                           | Позиция |
| ------------------------------------- | ------- |
| Канада (Canadian Hot 100)             | 50      |
| Франция (SNEP)                        | 149     |
| США Billboard Hot 100                 | 31      |
| США Hot R&B/Hip-Hop Songs (Billboard) | 15      |
| США Rhythmic (Billboard)              | 34      |

## Сертификации
| Регион | Сертификация       | Продажи   |
| --- | ------------------ | --------- |
| Канада (Music Canada) | Платиновый         | 80 000    |
| Дания (IFPI Danmark) | Золотой            | 45 000    |
| Франция (SNEP) | Платиновый         | 200 000   |
| Италия (FIMI) | Золотой            | 25 000    |
| Мексика (AMPROFON) | Платиновый+Золотой | 90 000    |
| Нидерланды (NVPI) | Платиновый         | 80 000    |
| Новая Зеландия (RMNZ) | Золотой            | 15 000    |
| Норвегия (IFPI Norway) | Золотой            | 30 000    |
| Великобритания (BPI) | Золотой            | 400 000   |
| США (RIAA) | 8× Платиновый      | 8 000 000 |
| Стриминг |                    |           |
| Швеция (GLF) | Платиновый         | 8 000 000 |
| Данные о продажах + прослушиваниях приведены только на основе сертификации. · Данные только о прослушиваниях приведены на основе сертификации. |                    |           |